# Afonso Cruz
Afonso Cruz (Figueira da Foz, 1971) é um escritor, realizador de filmes de animação, ilustrador, designer e músico português. 
Estudou na Escola Secundária Artística António Arroio, nas Belas Artes de Lisboa e no Instituto Superior de Artes Plásticas da Madeira. Vive num monte alentejano perto de Casa Branca, no concelho de Sousel.
Publicou mais de trinta livros, entre romances, conto, ensaio, poesia, teatro, não-ficção, e ilustrou outros tantos. Estreou-se no romance em 2008, e publica – em cadência anual – uma colecção difícil de classificar, intitulada Enciclopédia da Estória Universal (que tem, até à data, sete volumes publicados).
Foi distinguido com diversos prémios, entre os quais, o Grande Prémio de Conto Camilo Castelo Branco, o Prémio Literário Maria Rosa Colaço, o prémio Autores SPA/RTP, o Prémio da União Europeia para a Literatura com o livro A Boneca de Kokoschka.  Jesus Cristo Bebia Cerveja recebeu o prémio Time Out - Livro do Ano e foi o Melhor Livro do Ano segundo os leitores do jornal Público. Venceu ainda o Prémio Autores para Melhor Livro de ficção Narrativa, atribuído pela SPA, o Prémio Fernando Namora, o Prémio da Fundação Nacional do Livro Infantil e Juvenil do Brasil (FNLIJ) e o Prémio Nacional de Ilustração.
Colaborou regularmente com o Diário de Notícias e o Jornal de Notícias e continua a escrever mensalmente para o Jornal de Letras, Artes e Ideias, no espaço intitulado Paralaxe.
É membro da banda The Soaked Lamb.
Recebeu a Medalha de Mérito Cultural da Figueira da Foz 
Afonso Cruz é um autor agenciado pela Bookoffice.

## Obra

### Enquanto Realizador
Trabalhou em cinema de animação, em vários filmes e séries tanto de publicidade como de autor, de entre os quais se destaca a curta-metragem Dois Diários e um Azulejo, baseado na obra do poeta português Mário de Sá Carneiro e realizado em conjunto com Luís Alvoeiro e Jorge Margarido em 2002, que ganhou duas menções honrosas (Cinanima e Famafest) e um prémio do público, e «O Desalmado», bem como a série Histórias de Molero (2003), uma adaptação de O que diz Molero de Dinis Machado.

### Enquanto Ilustrador
Publicou várias ilustrações na imprensa periódica, nomeadamente para a revista Rua Sésamo, em manuais escolares, storyboards e publicidade. Ilustrou cerca de três dezenas de livros para crianças com textos de José Jorge Letria, António Manuel Couto Viana , Alice Vieira e António Mota. entre outros.

### Enquanto Escritor
Afonso Cruz publicou, até à data, mais de trinta livros: estreou-se com o romance A Carne de Deus, ao qual se seguiria, em 2009, Enciclopédia da Estória Universal, galardoado com o Grande Prémio de Conto Camilo Castelo Branco. Em 2011, publicou Os Livros Que Devoraram o Meu Pai (Prémio Literário Maria Rosa Colaço, Finalista do Prémio Fundação Cuatro Gatos 2016, selo “Altamente Recomendados 2017″ da Fundación para el Fomento de la Lectura, Fundalectura, na Colômbia e seleção para o catálogo IBBY México 2017), A Contradição Humana (Prémio Autores SPA/RTP, seleção White Ravens 2011, menção especial do Prémio Nacional de Ilustração, Lista de Honra do IBBY e Prémio LER/Booktailors na categoria Melhor Ilustração Original) e O Pintor Debaixo do Lava-loiças, distinguido em 2016 com o Selo Cátedra 10, da UNESCO, e com o prémio FNLIJ (Fundação Nacional do Livro Infantil e Juvenil do Brasil).
Em 2012 foi distinguido com o Prémio da União Europeia para a Literatura pelo livro A Boneca de Kokoschka, publicando também nesse ano  Enciclopédia da Estória Universal: Recolha de Alexandria e o romance Jesus Cristo Bebia Cerveja, que foi distinguido com o Prémio Time Out — Livro do Ano, e considerado o Melhor Livro do Ano segundo os leitores do jornal Público. Em 2013 publicou Enciclopédia da Estória Universal: Arquivos de Dresner, O Livro do Ano, O Cultivo de Flores de Plástico (teatro) e Para onde Vão os Guarda-chuvas (vencedor do Prémio Autores para Melhor Livro de Ficção Narrativa e finalista do Grande Prémio de Romance e Novela da Associação Portuguesa de Escritores e do Prémio Literário Fernando Namora) e Assim, Mas Sem Ser Assim.
Afonso Cruz foi o vencedor do Prémio Nacional de Ilustração 2015 pela obra Capital (Pato Lógico, 2014), no mesmo ano em que publicou Enciclopédia da Estória Universal: Mar. Seguiram-se Flores, vencedor do Prémio Literário Fernando Namora 2016, A Cruzada das Crianças, Barafunda (em conjunto com Marta Bernardes), Enciclopédia da Estória Universal: As Reencarnações de Pitágoras, a novela juvenil Vamos Comprar um Poeta, o romance Nem Todas as Baleias Voam, finalista do Prémio Oceanos, e Enciclopédia da Estória Universal: Mil Anos de Esquecimento.
Em 2017  publicou o livro de não-ficção Jalan, Jalan: Uma Leitura do Mundo, vencedor do Grande Prémio de Literatura de Viagens Maria Ondina Braga/Associação Portuguesa de Escritores/C. M. de Braga, e, no ano seguinte, o sétimo volume da Enciclopédia da Estória Universal: Biblioteca de Brasov e o romance Princípio de Karenina. Em 2019 publicou os livros Como Cozinhar uma Criança, o ensaio O Macaco Bêbedo Foi à Ópera e Paz Traz Paz.
Os direitos dos seus livros foram vendidos para diversos países.

### Enquanto Músico
Faz parte da banda de blues/roots The Soaked Lamb, com a qual gravou os álbuns Homemade Blues, em 2007, em 2010, Hats and Chairs, e em 2012 Evergreens, para os quais compôs vários originais, escreveu letras, cantou e tocou guitarra, banjo, harmónica e ukulele.

## Obras Publicadas
- A Carne de Deus (romance, 2008)
- Enciclopédia da Estória Universal (2009)
- Os Livros que Devoraram o Meu Pai (2010)
- A Boneca de Kokoschka (romance, 2010)
- A Contradição Humana (2010)
- O Pintor Debaixo do Lava-Loiças (romance, 2011)
- Enciclopédia da Estória Universal - Recolha de Alexandria (2012)
- Jesus Cristo Bebia Cerveja (romance, 2012)
- O Livro do Ano (2013)
- Enciclopédia da Estória Universal - Arquivos de Dresner (2013)
- O Cultivo de Flores de Plástico (2013)
- Assim, Mas Sem Ser Assim (2013)
- Para Onde Vão os Guarda-Chuvas (romance, 2013)
- Os Pássaros (dos Poemas Voam Mais Alto) (2014)
- Enciclopédia da Estória Universal - Mar (2014)
- À Velocidade do Pensamento (2014)
- Capital (2014)
- Barafunda (em conjunto com Marta Bernardes) (2015)
- Flores (romance, 2015)
- Cruzada das Crianças - Vamos Mudar o Mundo (2015)
- Enciclopédia da Estória Universal - As Reencarnações de Pitágoras (2015)
- Vaga (2015)
- Vamos Comprar Um Poeta (2016)
- Nem Todas As Baleias Voam (romance, 2016)
- Enciclopédia da Estória Universal - Mil Anos de Esquecimento (2016)
- Jalan Jalan (2017)
- Enciclopédia da Estória Universal - Biblioteca de Brasov (2018)
- Audaxviator (2018)
- Princípio de Karenina (romance, 2018)
- Como Cozinhar uma Criança (2019)
- O Macaco Bêbedo Foi à Ópera (ensaio, 2019)
- Paz Traz Paz (2019)
- Sinopse de Amor e Guerra (romance, 2021)
- Enciclopédia da Estória Universal - Deuses e afins (2022)
- A Flor e o Peixe (2022)
- A Contradição Humana (2022)
- Para Onde Vão os Guarda-Chuvas (2023)
- Capital (2024)
- O Vício dos Livros (2024)
- Dieta da Poesia (2025)

### Colaborações
- Almanaque do Dr. Thackery T. Lambshead de Doenças Excêntricas e Desacreditadas, Saída de Emergência (2010)

- Prazer da Leitura, FNAC/Teodolito (2011)

- O Caso do Cadáver Esquisito, Prado (2011)

- Vollüspa - Antologia de Contos de Literatura Fantástica, HMEditora (2012)

- Isto Não É um Conto, Associação Link (2012)
- O Grande Prémio do Conto Camilo Castelo Branco (1991-2009), Roma Editora (2012)

- 21 Cartas de Amor, Abraço (2013)
- A Misteriosa Mulher da Ópera, Casa das Letras (2013)
- Granta - Eu, Tinta da China (2013)
- Microenciclopédia de Micro-Organismos, Microcoisas, Nanocenas e Seus Amigos de A a Z, Prado (2013)
- Abril - 40 Anos, Âncora Editora - APE (2014)
- MotelX - Histórias de Terror, Escritório Editora (2015)
- O Lado de Dentro do Lado de Dentro, Cultiv - Associação de Ideias para a Cultura e Cidadania (2015)
- Contos Imperfeitos, Arquivo (2015)
- A Inocência das Facas, Tcharan (2015)
- Uma Terra Prometida, IN (2016)
- Guia Ler e Ver - Lisboa, Prado - EGEAC (2016)

## Ilustrações
- O Dia, Oficina do Livro (2009)
- Alfabeto dos Países, Oficina do Livro (2009)
- A Minha Primeira República, D. Quixote (2009)
- Dom Mínimo, o Anão Enorme e Outras Histórias, Texto (2009)
- O Dia em Que o Meu Bairro Ficou de Pantanas, Texto (2009)
- Chamem-lhes Nomes!, Texto (2009)
- Rimas Perfeitas, Imperfeitas e Mais-que-perfeitas, Texto (2009)
- O Flautista de Hamelin, Zero a Oito (2009)
- Henriqueta, a Tartaruga de Darwin, Texto (2009)
- Galileu – À Luz de Uma Estrela, Texto (2009) - Prémio Ler/Booktailors 2011 (Melhor Ilustração Original)
- Machado Santos – O Herói da Rotunda, Texto (2009)
- O Alfabeto do Corpo Humano, Oficina do Livro (2009)
- Tratamento – O Que Acontece a Seguir?, Associação Acreditar (2010)
- O Domínio do Dominó e Outras Histórias, Texto (2010)
- As Consultas do Dr. Serafim e a Bronquite da Senhora Adriana, Texto (2010)
- Esdrúxulas, Graves e Agudas, Magrinhas e Barrigudas, Texto (2010)
- Max e Achebiche – Uma História Muito Fixe, Texto (2010)
- Infante D. Henrique – O Navegador dos Sonhos, Texto (2010)
- A Contradição Humana, Caminho (2010) - Prémio Autores 2011 SPA/RTP; selecção White Ravens 2011; Menção especial do Prémio Nacional de Ilustração; Lista de Honra do IBBY (International Board on Books for Young People); Prémio Ler/Booktailors 2012 (Melhor Ilustração Original)
- Era uma Vez um Rei Que Abraçou o Mar, Oficina do Livro (2011)
- Colectivos de Animais e Outros Mais, Texto (2011)
- Capital, Pato Lógico (2014) - Prémio Nacional de Ilustração (2014)